# Duilio Setti
Duilio Setti (Modena, 7 gennaio 1912 – Modena, 8 dicembre 1972) è stato un calciatore italiano, di ruolo terzino sinistro.

## Carriera
Giocò in Serie A con Modena, Bari, Ambrosiana-Inter e Liguria.

## Palmarès

### Club

#### Competizioni nazionali
- Campionato italiano: 2

Inter: 1937-1938, 1939-1940
- Coppa Italia: 1

Inter: 1938-1939